# Фолкард, Наоми
Наоми Энн Фолкард (англ. Naomi Anne Folkard; род. 18 сентября 1983, Ройал-Лемингтон-Спа, Уорикшир) — британская лучница, призёр чемпионатов мира, серебряный призёр Игр Содружества, участница пяти Олимпийских игр. Она также представляла Великобританию на чемпионатах мира и этапах Кубков мира, а также Англию на Играх Содружества.
После ряда национальных титулов в начале 2000-х Фолкард вошла в состав олимпийской сборной в 2004 году. С тех пор она регулярно участвует в международных соревнованиях по стрельбе из лука, в том числе в летних Олимпийских играх 2008, 2012 и 2016 и 2020 годов.

## Биография
Наоми Фолкард родилась 18 сентября 1983 года в Ройал-Лемингтон-Спа, Уорикшир. Она стала заниматься стрельбой из лука в возрасте пяти лет. Впервые это случилось семейном скаутском лагере. В двенадцать лет она стала членом британской юношеской команды и перешла в старшую команду в возрасте шестнадцати лет. Родители Фолкард, Кэти и Денис, участвовали в соревнованиях по стрельбе из лука на уровне соревнований графств, а с 2012 года её брат также стал членом британской юношеской команды.
Фолкард изучала музыку в Университете Бирмингема, а её участие в летних Олимпийских играх 2004 года пришлось на межсезонье после окончания экзаменов на втором курсе. Она начала играть на скрипке и фортепиано в молодом возрасте и своё мастерство в стрельбе из лука связывает именно с занятием музыкой. В 2009 году Фолкард сказала, что если бы она не стала лучницей, то играла бы в оркестре.
Перед Олимпийскими играми в Токио родила ребёнка.

## Карьера

### Ранняя карьера
Фолкард становилась чемпионкой Великобритании в 2000, 2001 и 2003 годах, а также является участницей Всемирных студенческих игр 2003 года. Она была запасной британской команды по стрельбе из лука на летних Олимпийских играх 2000 года в Сиднее. В 2004 году она выиграла чемпионат Великобритании по стрельбе из лука в помещении незадолго до квалификации на Олимпийские игры в Афинах. Фолкард завоевала серебряную медаль на чемпионате Европы в помещении в 2006 году.

### Олимпийские игры
Летние Олимпийские игры 2004 года
Фолкард выиграла отбор на летние Олимпийские игры 2004 года, который проходил в апреле. Вместе с Хелен Палмер и Элисон Уильямсон британка участвовала в командных олимпийских соревнованиях. Фолкард завершила предварительный раунд на семнадцатой позиции, и в личном турнире дошла до третьего раунда, где уступила Пак Сон Хён из Южной Кореи. Фолкард, Палмер и Уильямсон в командном турнире проиграли Индии в первом раунде.
Летняя Олимпиада 2008
На летних Олимпийских играх 2008 года Фолкард вместе с товарищами по команде Уильямсон и Шарлоттой Бёрджесс заняли второе место в предварительном раунде женского командного соревнования, уступив только действующим чемпионам из Южной Кореи. Великобритания дошла до полуфинала, где уступила Китаю, и попала в бронзовый матч против сборной Франции. В этом матче они также уступили, а сам бронзовый поединок был перенесён на 50 минут из-за грозы. В опубликованной заметке 2012 года в газете The Telegraph, отмечалось, что четвёртое место в Пекине является самым большим спортивным разочарованием Наоми Фолкард.
Показав восьмой результат в предварительном раунде женского индивидуального турнира, она вышла в 1/8 финала, где уступила японке Нами Хаякаве.
Летняя Олимпиада 2012
Фолкард в апреле 2012 года получила право на участие Олимпийских играх в Лондоне по результатом отборов, проходивших в Лиллешалле. Сборная Великобритании, в которую входили Фолкард, Уильямсон и Эми Оливер в женском командном турнире проиграли России в первом раунде, заняв одиннадцатое место из двенадцати в рейтинге. Фолкард в предварительном раунде индивидуального турнира заняла лишь 42-е место, но этот результат стал лучшим среди британских лучниц. После победы в первом раунде над россиянкой Кристиной Тимофеевой, Фолкард уступил мексиканке Мариане Авитии во втором раунде.
Летняя Олимпиада 2016
Фолкард прошла квалификацию на свои четвёртые Олимпийские игры, войдя в число двух британских лучников, участвующих в летних Олимпийских играх 2016 года. Она достигла лучших в своей карьере олимпийских результатов, добравшись до четвертьфинала в индивидуальном зачете, где уступила кореянке Чхан Хе Джин. После её поражения Фолкард объявила, что Рио-2016 станли её последними Олимпийскими играми и добавила, что планирует стать тренером.

#### Летняя Олимпиада 2020
Несмотря на объявление о завершении карьеры после Игр в Рио, Фолкард приняла участие на следующих Олимпийских играх, которые прошли в 2021 году в Токио. Первоначально они должны были состояться в 2020 году, но проведению помешала пандемия коронавируса. При этом её участие на Олимпиаде состоялось всего спустя пять месяцев после родов. В предварительном раунде она показала лишь 47-й результат из 64 участниц, набрав 629 очков из 720 возможных. В командном турнире вместе с Брайони Питман и Сарой Беттлз, став лишь девятыми сеяными из двенадцати команд, британки начинали с первого раунда и сразу же проиграли сборной Италии со счётом 3:5. В женском индивидуальном турнире в первом раунде Фолкард встретилась с китаянкой У Цзясинь и проиграла этот матч со счётом 2:6.

### Другие соревнования

#### Чемпионат мира по стрельбе из лука
На чемпионате мира по стрельбе из лука 2007 года Фолкард выиграла бронзовую медаль вместе с Элисон Уильямсон и Шарлоттой Берджесс в матче за женскую команду, одержав победу над Италией в матче за третье место после поражения от Южной Кореи в полуфинале. Однако в 2009 году Фолкард завершила соревнования как в личном, так и в командном турнирах во втором раунде.
В составе смешанной команды с Патриком Хьюстоном на чемпионате 2017 года в Мехико Фолкард завоевала бронзовую медаль, а спустя два года в Хертогенбосе в женском командном турнире выиграла ещё одну бронзу. Этот результат принёс сборной Великобритании путёвку в командный женский турнир, что также означает представительно трёх лучниц от Великобритании в личном турнире. При этом в рамках чемпионатов мира в индивидуальном первенстве она ни разу за 16 лет не продвинулась далее 1/16 финала. До этой стадии она дошла в 2011, 2013 и 2019 годах.
Фолкард становилась медалисткой на чемпионатах мира по стрельбе из лука на открытом воздухе 2012 и 2014 годов. На чемпионате 2012 года в Валь-д’Изере во Франции она завоевала золото и бронзу в женских командных и индивидуальных соревнованиях соответственно, а затем завоевала две бронзовые медали в тех же соревнованиях в 2014 году. В 2018 году она стала серебряным призёром чемпионата мира на открытом воздухе в Кортина-д’Ампеццо, в финале уступив немке Лизе Унрух.

#### Кубок мира по стрельбе из лука
Фолкард завоевала три медали на Кубках мира по стрельбе из лука в период с 2007 по 2010 годы. На четвёртом этапе Кубка мира 2007 года в Дувре она выиграла золото в команде с Элисон Уильямсон и Шарлоттой Берджесс, а в выпуске 2008 года вместе с Уильямсон и Бёрджесс выиграла золото в Санто-Доминго, а также бронзу в Боэ. Получив уайлд-кард для участия в финале Кубка мира в Эдинбурге, Фолкард выиграла серебряную медаль в составе смешанной команды с Саймоном Терри.
Позже Фолкард стала бронзовым призёром на чемпионате мира в помещении в Ниме.
В 2021 году Фолкард приняла участие на этапе Кубка мира в Париже перед Олимпийскими играми, но завершила это соревнование в индивидуальном первенстве лишь на 57-м месте.

#### Всемирные игры, Игры Содружества и Европейские игры
Фолкард трижды участвовала во Всемирных играх. В 2009 году в Тайване Фолкард завоевала бронзовую медаль, а через четыре года в Кали стала чемпионкой, победив немку Елену Рихтер в финале. Фолкард снова вышла в финал на Всемирных играх 2017 года во Вроцлаве, где уступила немке Лизе Унрух.
Фолкард выиграла серебряную медаль в составе женской команды на Играх Содружества 2010 года с Элисон Уильямсон и Эми Оливер. Британки уступили индийской команде в финале.
На Европейских играх 2019 года Фолкард выиграла две медали: золото в командном зачёте с Брайони Питман и Сарой Беттлз и серебро в смешанном командном зачёте с Патриком Хьюстоном. В индивидуальном первенстве выбыла из борьбы за медали на стадии 1/8 финала.

## Достижения
| Игры Содружества | Игры Содружества | Игры Содружества                |
| ---------------- | ---------------- | ------------------------------- |
| Серебро          | Дели 2010        | команды, олимпийский лук        |
| Европейские игры |                  |                                 |
| Серебро          | Минск 2019       | смешанные пары, олимпийский лук |
| Золото           | Минск 2019       | команды, олимпийский лук        |
| Чемпионаты мира  |                  |                                 |
| Бронза           | Лейпциг 2007     | команды, олимпийский лук        |
| Бронза           | Мехико 2017      | смешанные пары, олимпийский лук |
| Бронза           | Хертогенбос 2019 | команды, олимпийский лук        |